# Agustí Lledós i Falcó
Agustí Lledós i Falcó (Barcelona, 1955) és un químic, investigador i professor universitari català. Doctorat en Química per la Universitat Autònoma de Barcelona el 1984, després d'una estada postdoctoral a la Universitat de París Sud els anys 1985 i 1986 retornà a la UAB, on inicia un grup de recerca dedicat a l'estudi computacional de la reactivitat organometàl·lica. Catedràtic des de l'any 1994 de Química física a la Universitat Autònoma de Barcelona, exerceix com a investigador en el camp de la modelització computacional de processos químics, particularment en l'estudi de mecanismes de reacció en química organometàl·lica i catàlisi homogènia, en bona part dut a terme en contacte estret amb grups experimentals. Ha realitzat contribucions importants en aquest camp i té un gran reconeixement internacional en l'àrea dels hidrurs metàl·lics. Des del 2012 és vicepresident de la Reial Societat Espanyola de Química (RSEQ). El 2008 va rebre el Premi “RSEQ-Bruker” de l'àmbit de Química Física. El 2018 se li atorgà la Medalla del GEQO Rafael Uson del Grup Especialitzat de Química Organometálica (GEQO) de la Reial Societat Espanyola de Química.